# Byron Moreno

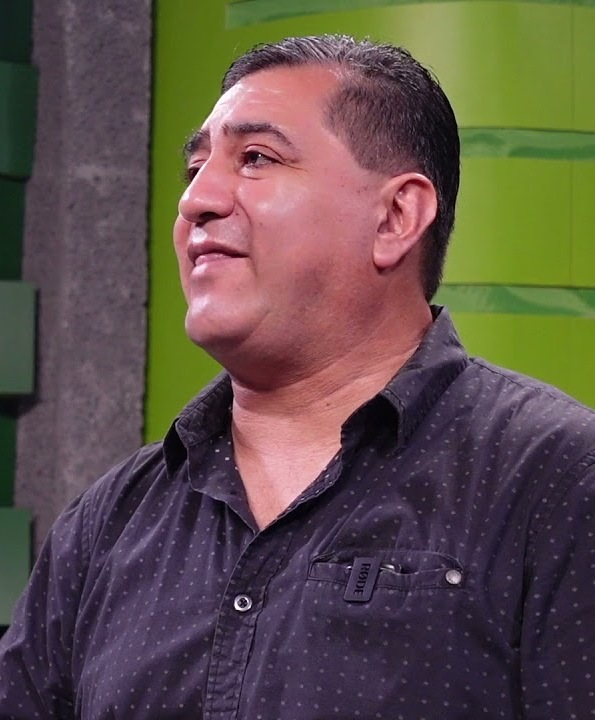
Byron Moreno

Byron Aldemar Moreno Ruales (* 23. November 1969 in Quito) ist ein ehemaliger ecuadorianischer FIFA-Fußballschiedsrichter.

## Werdegang
Moreno war seit Beginn seiner Karriere für eine strenge Auslegung der Regeln bekannt. Im Jahr 1998 verwies er in einem Spiel sechs Spieler des Feldes. In einer Saison brachte er es einmal auf 1,08 rote Karten pro Spiel.
Größere Bekanntheit erlangte er durch die Leitung des WM-Achtelfinals Italien gegen Südkorea bei der Fußball-Weltmeisterschaft 2002, als er Francesco Totti des Platzes verwies und Italien in der Verlängerung ein Tor nicht anerkannte. Italien schied letztlich aus. In einem Interview mit der Gazzetta dello Sport gab Moreno im Jahr 2008 zu, dass die Aberkennung des Tores eine Fehlentscheidung war, für die er aber seinen Linienrichter verantwortlich machte. Die römische Staatsanwaltschaft hatte nach Anzeige eines Parlamentsmitglieds gegen Moreno eine ergebnislose Untersuchung eingeleitet, in der ihm vorgeworfen wurde, sportliche Wettbewerbe im Allgemeinen zu beeinflussen und einer Verschwörung zugunsten Südkoreas auf Kosten Italiens angehört zu haben. Unabhängig davon durfte Moreno keine internationalen Spiele mehr leiten. Er trat nach der Weltmeisterschaft in Unterhaltungssendungen im italienischen Fernsehen auf.
Drei Monate nach der WM wurde er beschuldigt, ein Spiel in der Liga Ecuadors zwischen LDU Quito und Barcelona SC Guayaquil zugunsten von LDU Quito verschoben zu haben. So soll er absichtlich falsche Elfmeterentscheidungen getroffen und das Spiel erst beendet haben, nachdem Liga das Spiel von 2:3 auf 4:3 gewendet hatte (bei einer angezeigten Nachspielzeit von sechs Minuten belief sich diese letztlich auf zwölf Minuten). Tatsächlich gab er beiden Mannschaften je einen Elfmeter und eine rote Karte. Ein Tor erkannte er Quito wegen Handspiels ab. Als Motiv für eine Manipulation wurde seine (letztlich erfolglose) Kandidatur für das Stadtparlament von Quito im Oktober 2002 angesehen. Er soll durch die Verlängerung angestrebt haben, seine Beliebtheit bei den Fans des größten Clubs der Hauptstadt zu erhöhen und um ihre Stimmen zu werben. Moreno wurde vom ecuadorianischen Fußballverband zunächst für 20 Spiele gesperrt, später aber begnadigt. Er pfiff kurzzeitig wieder Erstligaspiele, wurde jedoch erneut kritisiert, nachdem er im Mai 2003 im Spiel Deportivo Cuenca gegen Deportivo Quito drei Spieler der Gastmannschaft des Feldes verwiesen hatte. Kurz darauf zog er sich vom Profifußball gänzlich zurück. Aktiv ist er noch als Kommentator im Fernsehen und als ehrenamtlicher Schiedsrichter bei Amateurspielen.

## Anklage
Am 20. September 2010 wurde er auf dem John F. Kennedy International Airport bei dem Versuch, sechs Kilogramm Heroin in die USA zu schmuggeln, verhaftet. Am 23. September 2011 wurde Moreno vor einem Gericht in New York City zu einer Gefängnisstrafe von zweieinhalb Jahren verurteilt.